# Elecciones generales de Barbados de 2022
Las elecciones generales anticipadas de Barbados de 2022 se realizaron en dicho país el 19 de enero del mismo año.

## Antecedentes
Según la Constitución de Barbados, las elecciones deben tener lugar a más tardar cada cinco años a partir de la primera sesión del Parlamento constituido luego de la elección anterior. Las elecciones generales anteriores se celebraron el 24 de mayo de 2018 y la primera sesión del actual período de sesiones del Parlamento se celebró el 5 de junio de 2018. Después de la disolución del Parlamento, el Presidente de Barbados debe emitir un auto para la elección general de los miembros de la Cámara de la Asamblea y para el nombramiento de los miembros del Senado dentro de los 90 días.
Las fechas de elección y nominación fueron anunciadas por la primera ministra Mia Mottley el 27 de diciembre de 2021. La fecha límite de nominación para que los candidatos se registren estaba programada para el 3 de enero de 2022.
El 30 de diciembre de 2021, el reverendo Joseph Atherley, quien se desempeñó como líder oficial de la oposición de la Cámara de la Asamblea y líder del Partido Popular para la Democracia y el Desarrollo (PdP), anunció una alianza con el Partido Progresista Unido para las elecciones bajo el nombre es Alianza para el Progreso (APP).

### Transición del país de una monarquía a una república
Barbados ha sido un reino de la Mancomunidad de Naciones, un estado totalmente independiente que ha mantenido a la reina Isabel II como jefa de estado simbólica y honoraria. Esta última está representada por un gobernador general designado por ella a propuesta del gobierno de Barbados. Sobre la base de su abrumadora victoria en las elecciones de 2018, el gobierno de Mia Mottley se comprometió para 2020 a dotar a Barbados de una nueva Constitución y cambiar a un sistema republicano. El 27 de julio de 2021, la Primera ministra anunció el reemplazo del cargo de Gobernador General por el de Presidente de Barbados, seguido el 20 de octubre por la primera elección presidencial en la historia del país, organizada por sufragio indirecto. Apoyada por el gobierno y la oposición, Sandra Mason, hasta entonces gobernadora general, fue elegida por el parlamento, su entrada en funciones el 30 de noviembre de 2021, Día Nacional, coincidiendo con la transición a un régimen republicano y el 55 aniversario de la independencia del país.
Conservada la forma parlamentaria del sistema político, el nuevo jefe de Estado asume, como su predecesor, funciones esencialmente honorarias. A su elección por el Parlamento le sigue un período de transición de doce a quince meses, durante el cual la Constitución será revisada capítulo por capítulo por una comisión bipartidista con el fin de darle un carácter republicano.
Menos de un mes después, el 27 de diciembre, Mia Mottley convocó elecciones parlamentarias anticipadas para el 19 de enero de 2022. Anticipándose a un desafío creciente para su gobierno debido a las consecuencias de la pandemia Covid-19 en la economía de la isla, que depende en gran medida del turismo. La Primera ministra intentaría así renovar su mayoría mientras su popularidad se mantenga en un nivel alto.

## Sistema electoral
Los 30 miembros de la Cámara de la Asamblea son elegidos por mayoría simple en distritos de un único miembro.

## Resultados
|                         |                                     |         |       |         |             |  |  |  |  |  |  |  |  |  |
| Partido                 | Partido                             | Votos   | %     | Escaños | +/–         |  |  |  |  |  |  |  |  |  |
|                         | Partido Laborista de Barbados       | 78,720  | 69.03 | 30      | 1           |  |  |  |  |  |  |  |  |  |
|                         | Partido Democrático Laborista       | 30,273  | 26.55 | 0       | Sin cambios |  |  |  |  |  |  |  |  |  |
|                         | Alianza por el Progreso             | 3,205   | 2.81  | 0       | 1           |  |  |  |  |  |  |  |  |  |
|                         | Soluciones para Barbados            | 699     | 0.61  | 0       | Sin cambios |  |  |  |  |  |  |  |  |  |
|                         | Partido Libre de Bajan              | 191     | 0.17  | 0       | Sin cambios |  |  |  |  |  |  |  |  |  |
|                         | Nueva Alianza del Reino de Barbados | 122     | 0.11  | 0       | Nuevo       |  |  |  |  |  |  |  |  |  |
|                         | Partido de la Soberanía de Barbados | 120     | 0.11  | 0       | Nuevo       |  |  |  |  |  |  |  |  |  |
|                         | Independientes                      | 0       | 0     | 0       | Sin cambios |  |  |  |  |  |  |  |  |  |
|                         | Total                               | 114,035 | 100   | 30      | —           |  |  |  |  |  |  |  |  |  |
| Fuente:[cita requerida] |                                     |         |       |         |             |  |  |  |  |  |  |  |  |  |

## Consecuencias

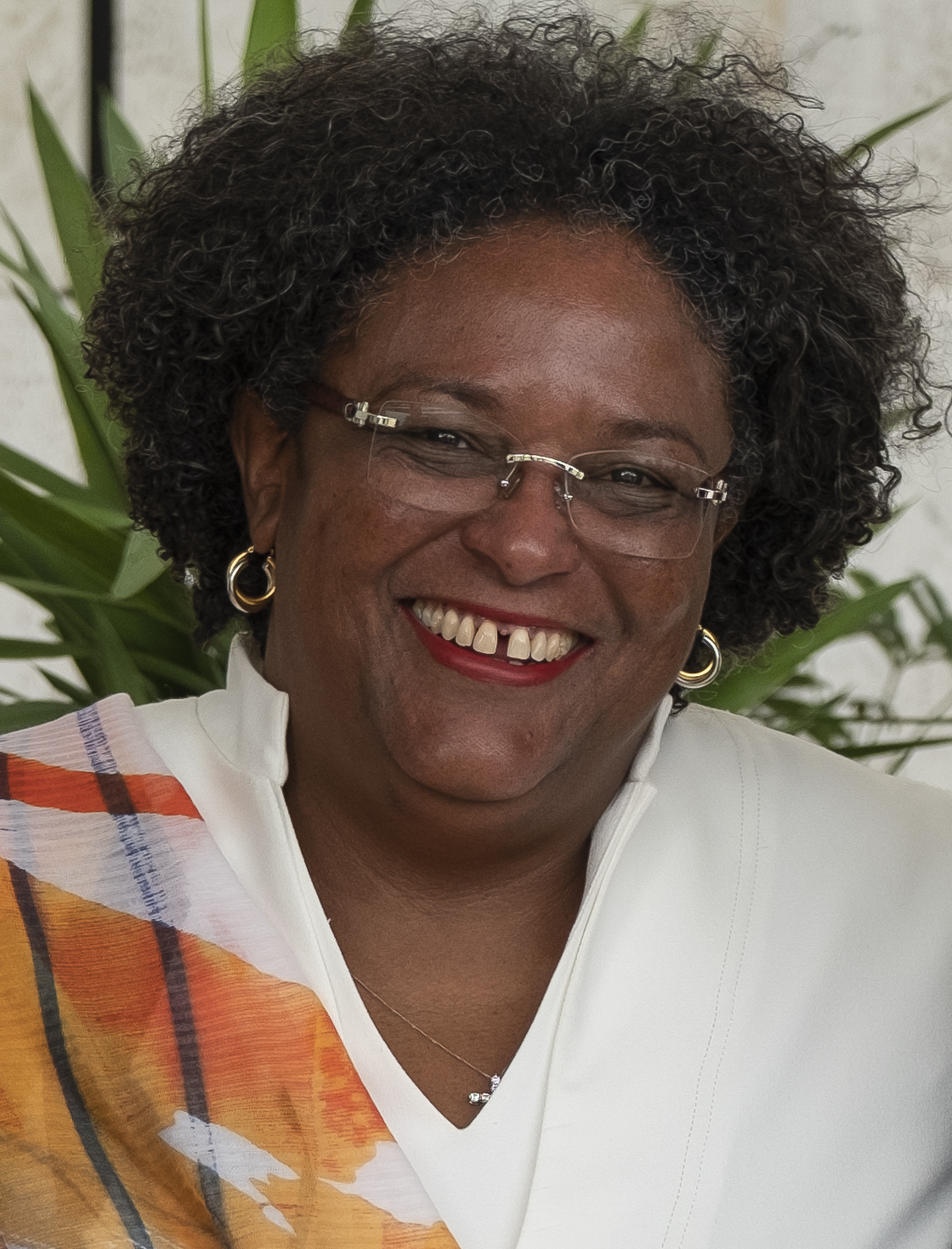
Mia Amor Mottley, primera ministra de Barbados, en la 16.ª Conferencia Raúl Prebisch celebrada en Ginebra, Suiza, el 10 de septiembre.

La primera ministra Mia Mottley y el fiscal general Dale Marshall prestaron juramento para un segundo mandato ante la presidenta del país Sandra Mason el 20 de enero de 2022.
El 21 de enero, después de perder las elecciones generales que dieron como resultado que el DLP no ganara ningún escaño en la Cámara de la Asamblea, la presidenta del , Verla De Peiza, renunció.